# Isochromodes siennata
Isochromodes siennata là một loài bướm đêm trong họ Geometridae.